# Женская сборная Словакии по волейболу
Женская национальная сборная Словакии по волейболу (словац. Slovenská národné volejbalové družstvo žien) — представляет Словакию на международных соревнованиях по волейболу. Управляющей организацией выступает Словацкая волейбольная федерация (Slovenská volejbalová federácia — SVF) .

## История
До 1992 года словацкий волейбол развивался в рамках единого чехословацкого государства. Женский волейбол Словакии по уровню развития уступал чешскому. Из прошедших 55 женских чемпионатов Чехословакии словацкая команда, а именно братиславский «Слован», 9 раз становилась победителем. Во всех остальных национальных первенствах чемпионский титул выигрывали различные команды из Чехии.
В конце 1992 года после объявления о предстоящем с 1 января 1993 года распаде Чехословакии из Чехословацкого волейбольного союза выделилась Словацкая волейбольная федерация, в 1993 вступившая в ФИВБ и ЕКВ. 24 сентября 1993 года на проходившем в чешском Брно чемпионате Европы по решению Европейской конфедерации волейбола выступала объединённая сборная Чехии и Словакии, но в своём составе она не насчитывала ни одной словацкой волейболистки.
Дебют женской сборной Словакии на международной арене состоялся в июне 1993 года в рамках отборочного турнира чемпионата мира 1994. В своём первом официальном матче 9 июня словацкие волейболистки уступили в Одессе сборной Украины со счётом 0:3. В ответном поединке, прошедшем через 10 дней в Братиславе, словачки также проиграли 1:3 и выбыли из дальнейшей борьбы за путёвку на мировое первенство.
Результаты национальной команды в последующие годы были весьма скромными. Сборная Словакии ни разу не смогла преодолеть квалификации Олимпийских игр и чемпионатов мира, а её дебют в финальном турнире чемпионата Европы состоялся лишь в 2003 году. На первенстве континента того года, прошедшем в Турции, словачки провели 5 матчей и во всех проиграли.
Следующее появление сборной Словакии в основной фазе чемпионата Европы произошло спустя 4 года. В первом своём матче на турнире команда победила Сербию 3:2, но проиграв два следующих поединка с одинаковым счётом 0:3 сборным Нидерландов и Бельгии из дальнейшей борьбы за награды словачки выбыли. Похожим образом завершилось для сборной Словакии и выступление на Евро-2009 — победа в первом матче над командой Чехии 3:2 и два последующих поражения от Азербайджана 2:3 и Сербии 0:3 вновь не позволили словацким волейболисткам преодолеть предварительную стадию соревнований. На три последующих европейских первенства женская национальная команда Словакии отобраться не сумела.
Главным тренером сборной с 2001 по 2014 являлся Мирослав Чада, до того возглавлявший женскую сборную Чехии.
В 2016 сборная Словакии выиграла свои первые медали на официальных международных соревнованиях. В очередном розыгрыше Евролиги словацкие волейболистки дошли до финала, где в двух матчах уступили сборной Азербайджана — 1:3 и 0:3, став обладателями серебряных наград. Примечательно, что вплоть до решающей серии словачки не потерпели ни одного поражения, одержав 8 побед подряд. А вот в прошедшем в сентябре-октябре того же года отборочном турнире чемпионата Европы сборную Словакии ждала неудача. В своей группе словацкие волейболистки заняли 2-е место и не смогли напрямую отобраться на Евро-2017, а в стыковых матчах по сумме очков оказались слабее команды Чехии — 0:3 и 3:2.

## Результаты выступлений и составы

### Олимпийские игры
- 1996 — не участвовала
- 2000 — не участвовала
- 2004 — не участвовала
- 2008 — не квалифицировалась
- 2012 — не квалифицировалась
- 2016 — не участвовала
- 2020 — не участвовала
- 2024 — не участвовала

### Чемпионаты мира
- 1994 — не квалифицировалась
- 1998 — не квалифицировалась
- 2002 — не участвовала
- 2006 — не квалифицировалась
- 2010 — не квалифицировалась
- 2014 — не квалифицировалась
- 2018 — не квалифицировалась
- 2022 — не квалифицировалась
- 2025 —

### Чемпионаты Европы
| - 1995 — не квалифицировалась - 1997 — не квалифицировалась - 1999 — не квалифицировалась - 2001 — не квалифицировалась - 2003 — 11—12-е место - 2005 — не квалифицировалась - 2007 — 13—16-е место - 2009 — 13—16-е место | - 2011 — не квалифицировалась - 2013 — не квалифицировалась - 2015 — не квалифицировалась - 2017 — не квалифицировалась - 2019 — 9—16-е место - 2021 — 17—20-е место - 2023 — 9—16-е место - 2026 — |

- 2003: Рената Коленакова, Люция Гатинова, Габриэла Томашекова, Петра Малекова, Петронела Биксадска, Симона Клескенова, Адриана Марцекова, Алиса Шекелёва, Мартина Вестова, Андреа Павелкова, Люция Боднрова. Тренер — Мирослав Чада.
- 2007: Даниэла Гёнцова, Люция Гатинова, Яна Гоголова, Вероника Грончекова, Вероника Крайчова, Паула Кубова, Петронела Биксадска, Симона Клескенова, Ивана Брамборова, Алиса Шекелёва, Мартина Вестова, Мартина Носекова. Тренер — Мирослав Чада.
- 2009: Моника Смак, Мартина Вестова, Яна Гоголова, Татьяна Црконова, Вероника Грончекова, Ивана Брамборова, Мартина Конечна, Мирослава Куцякова, Даниэла Ройкова, Мартина Носекова, Соланж Соарес, Симона Когутова (Клескенова). Тренер — Мирослав Чада.
- 2019: Барбора Косекова, Романа Гудецова, Вероника Грончекова, Карин Палгутова, Михаэла Шпанкова, Мирослава Киякова, Ярослава Пенцова, Нина Герелова, Никола Радосова, Ленка Овечкова, Сандра Сабоова, Каролина Фричова, Скарлета Янчова, Мария Костеланска. Тренер — Марко Фенольо.
- 2021: Михаэла Абргамова, Барбора Косекова, Карин Палгутова, Михаэла Шпанкова, Ярослава Пенцова, Эма Смешкова, Скарлета Янчова, Никола Радосова, Романа Кришкова, Тереза Грушецка, Каролина Фричова, Анна Когутова, Карин Шундерликова, Мария Жернович, Тренер — Марко Фенольо.

### Евролига
До 2015 в розыгрышах Евролиги сборная Словакии не участвовала.
- 2016 —  2-е место
- 2017 — 3—4-е место
- 2018 — 7—9-е место
- 2019 — 7—9-е место
- 2021 — 5—6-е место
- 2022 — 7—9-е место
- 2023 — 5—6-е место
- 2024 — 7-е место
- 2025 — 6-е место

- 2016: Мирослава Куцякова, Карин Палгутова, Доминика Валахова, Эрика Саланцова, Доминика Дробнякова, Татьяна Крконова, Ярослава Пенцова, Симона Кошова, Михаэла Абрхамова, Никола Радосова, Моника Долежайова, Паула Кубова, Люция Седлачкова, Ленка Овечкова, Барбора Косекова, Моника Шмиталова. Тренер — Марек Ройко.
- 2017: Мирослава Куцякова, Карин Палгутова, Доминика Валахова, Доминика Дробнякова, Эрика Саланцова, Ленка Овечкова, Барбора Косекова, Ярослава Пенцова, Нина Герелова, Михаэла Абргамова, Романа Кришкова, Никола Пиштелакова, Михаэла Шпанкова, Карин Шундерликова. Тренер — Марек Ройко.

## Тренеры
- 1993—1994 — Иван Гусар
- 1995—1997 — Адриан Ферулик
- 1997—2000 — Владимир Талло
- 2000—2001 — Ярослав Влк
- 2001—2014 — Мирослав Чада
- 2014—2017 — Марек Ройко
- 2018—2021 — Марко Фенольо
- с 2022 — Михал Машек

## Состав
Сборная Словакии в Евролиге 2024.
| №  | Имя, фамилия        | Год рождения | Рост | Амплуа      | Клуб                               |
| -- | ------------------- | ------------ | ---- | ----------- | ---------------------------------- |
| 3  | Симона Елинкова     | 2001         | 182  | нападающая  | «Сент-Бенедек» Балатонфюред        |
| 4  | Луция Гердова       | 2000         | 182  | нападающая  | «Простеёв»                         |
| 6  | Карин Палгутова     | 1993         | 183  | нападающая  | «Хьюстон» — LOVB                   |
| 9  | Эма Смешкова        | 2003         | 185  | центральная | ВКП Братислава                     |
| 10 | Нина Боледовичова   | 2004         | 181  | центральная | Юго-Западный колледж штата Флорида |
| 11 | Скарлета Янчова     | 1997         | 173  | либеро      | ВКП Братислава                     |
| 12 | Луция Седлачкова    | 1999         | 184  | связующая   | «УКФ Нитра»                        |
| 14 | Тереза Грушецка     | 2002         | 198  | центральная | «Шарлеруа»                         |
| 15 | Каролина Фричова    | 2000         | 178  | нападающая  | «Тервиль-Флоранж Олимпик»          |
| 16 | Анна Когутова       | 2003         | 181  | связующая   | «Арджеш» Питешти                   |
| 18 | Карин Шундерликова  | 1999         | 188  | нападающая  | «Безье»                            |
| 19 | Катарина Кёрмендёва | 1999         | 181  | центральная | «Дукла» Либерец                    |
| 20 | Зузана Шепелёва     | 1999         | 182  | нападающая  | «Чалу» Шапель-лез-Эрлемон          |
| 22 | Эма Магдинова       | 199          | 173  | либеро      | «Славия» Братислава                |

- Главный тренер — Михал Машек.
- Тренеры —  Бартоломей Бартодзейский, Михал Матушов.

## Фотогалерея

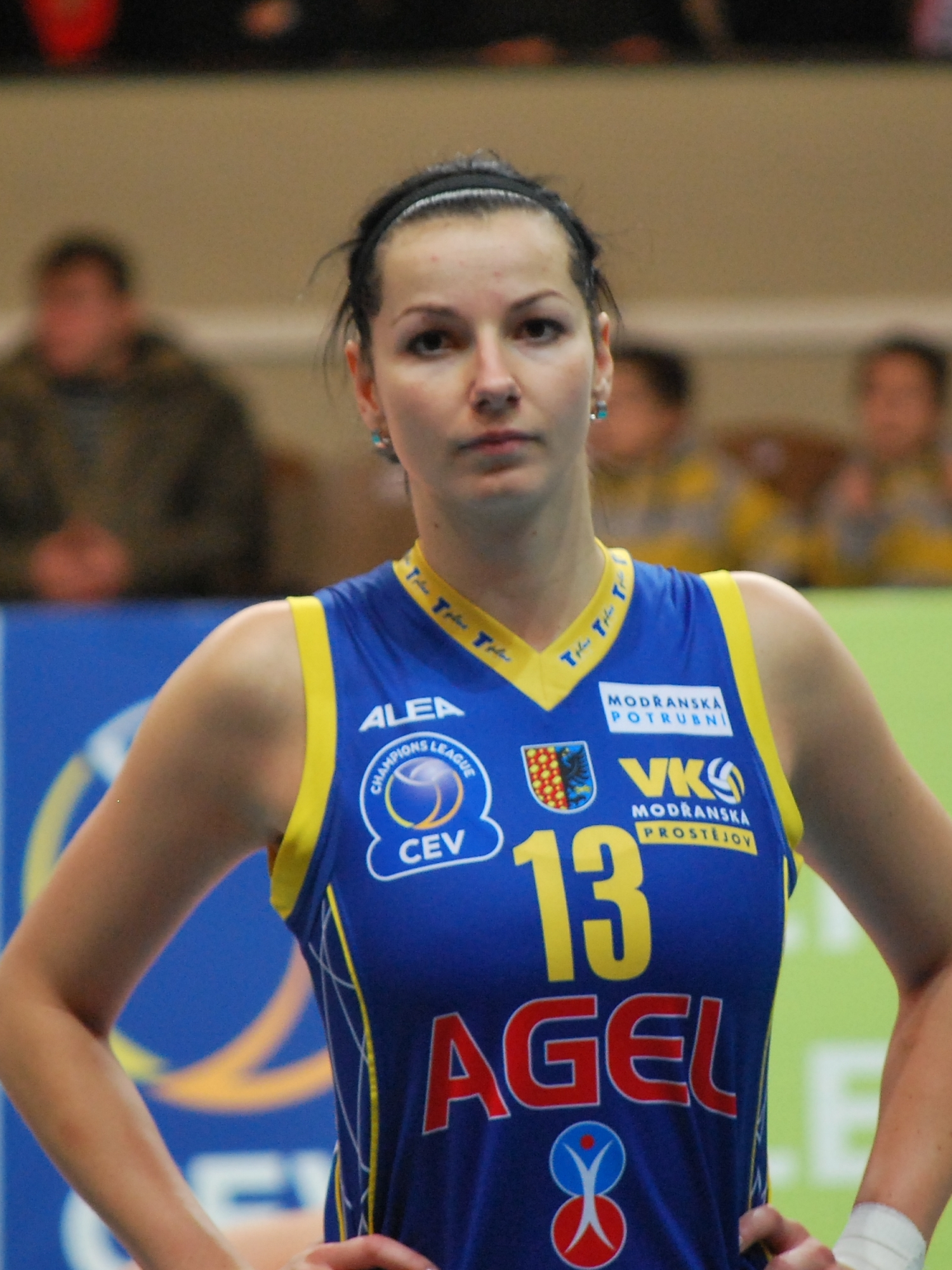
Ивана Брамборова
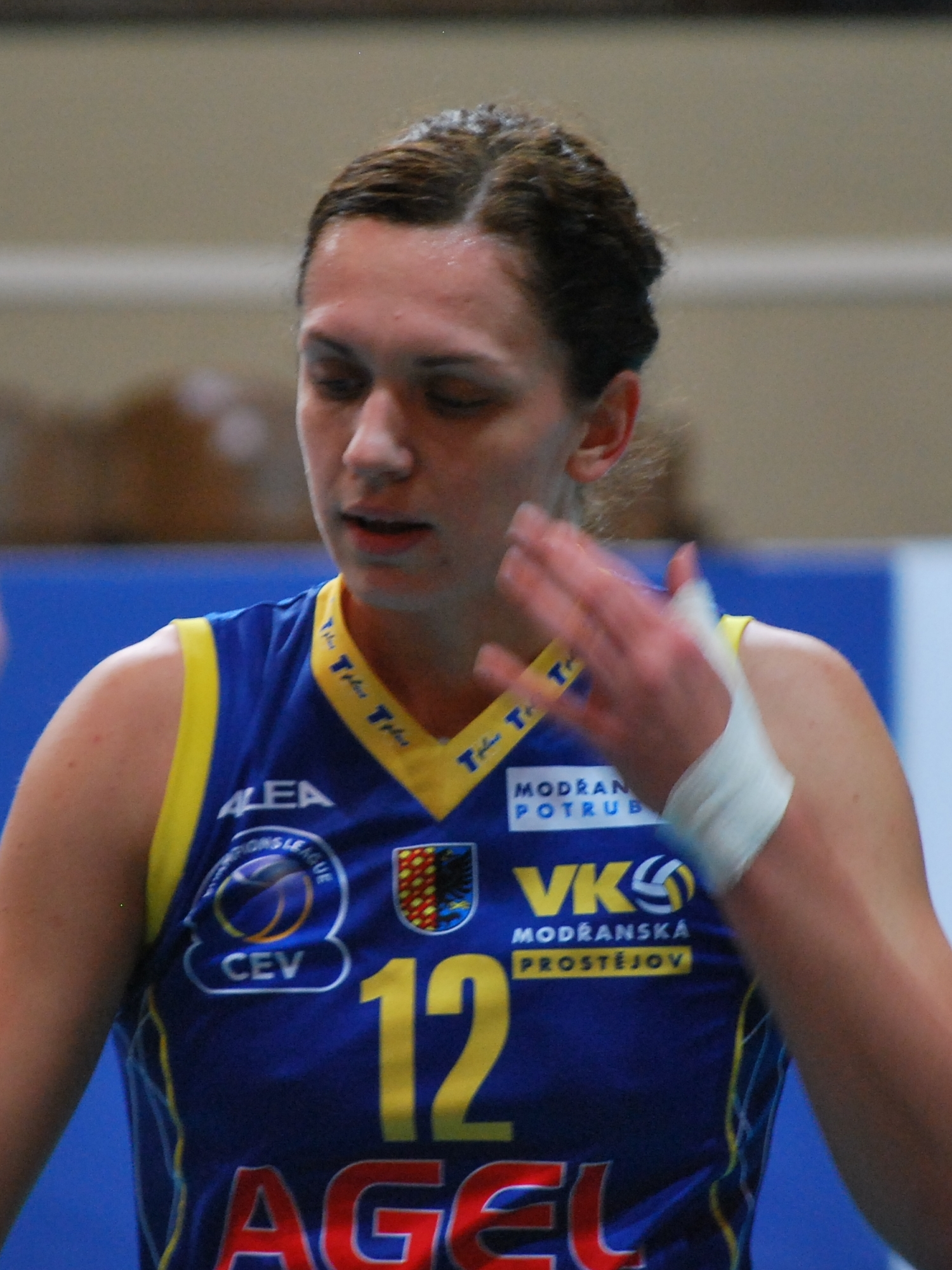
Вероника Грончекова
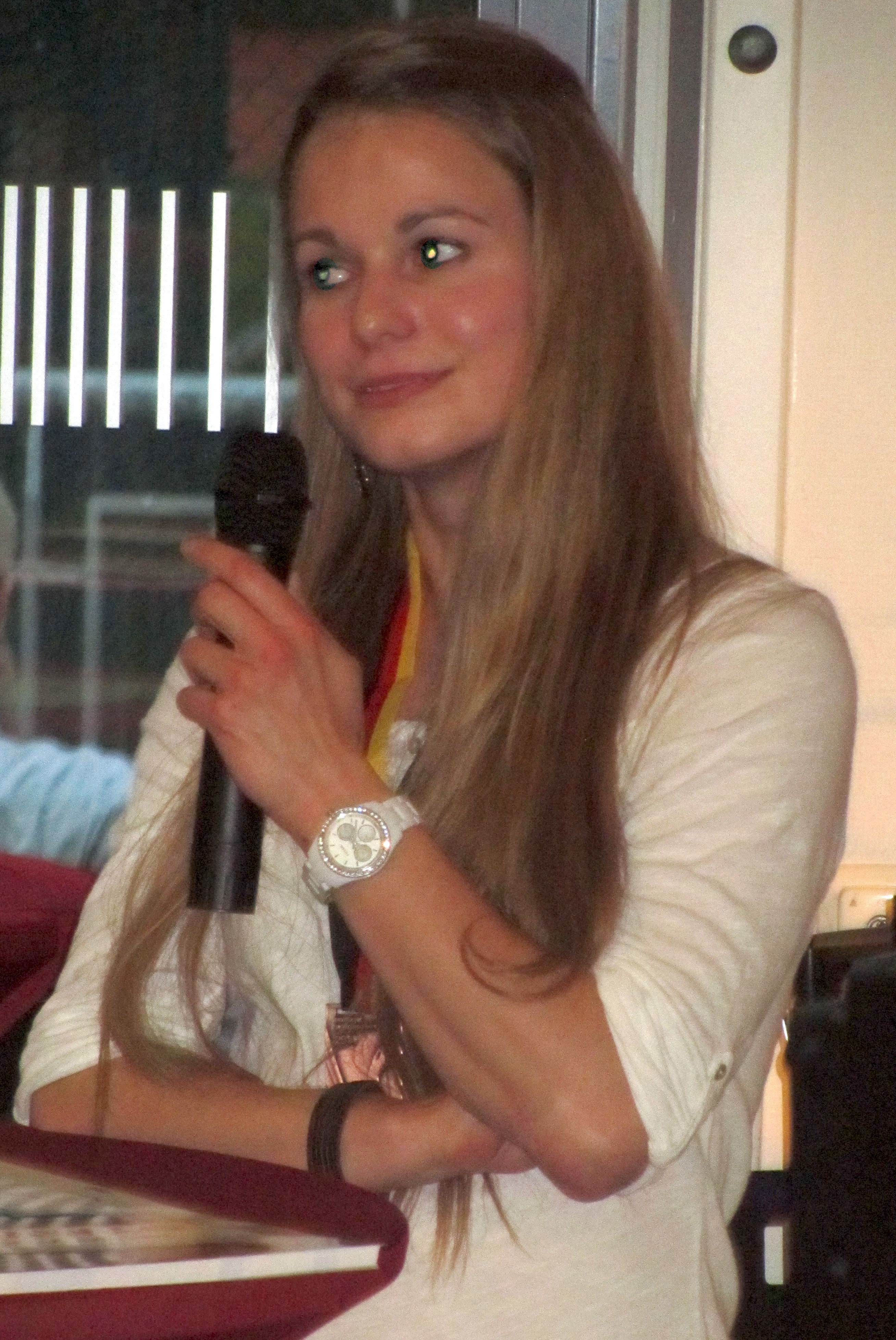
Доминика Валахова
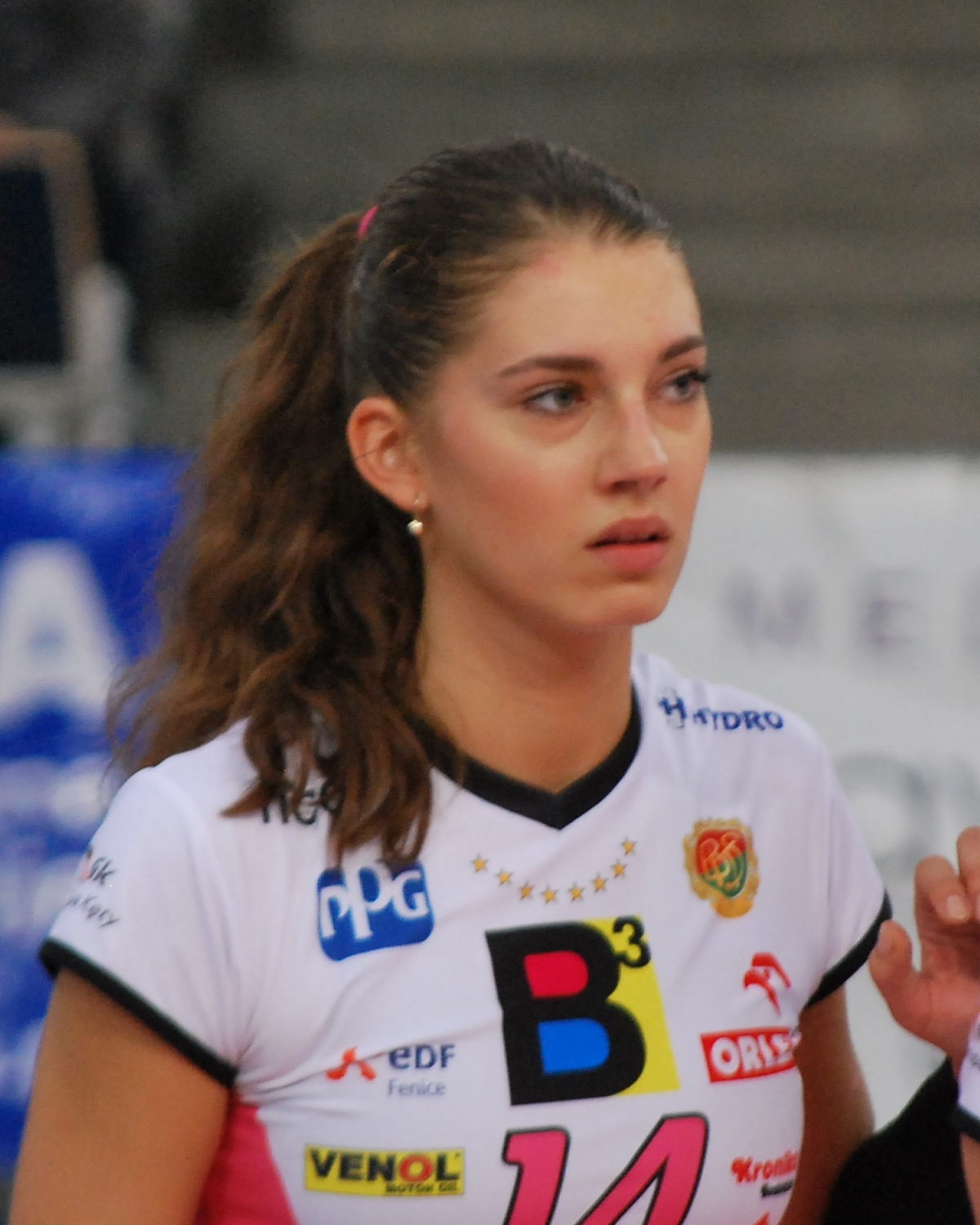
Никола Радосова
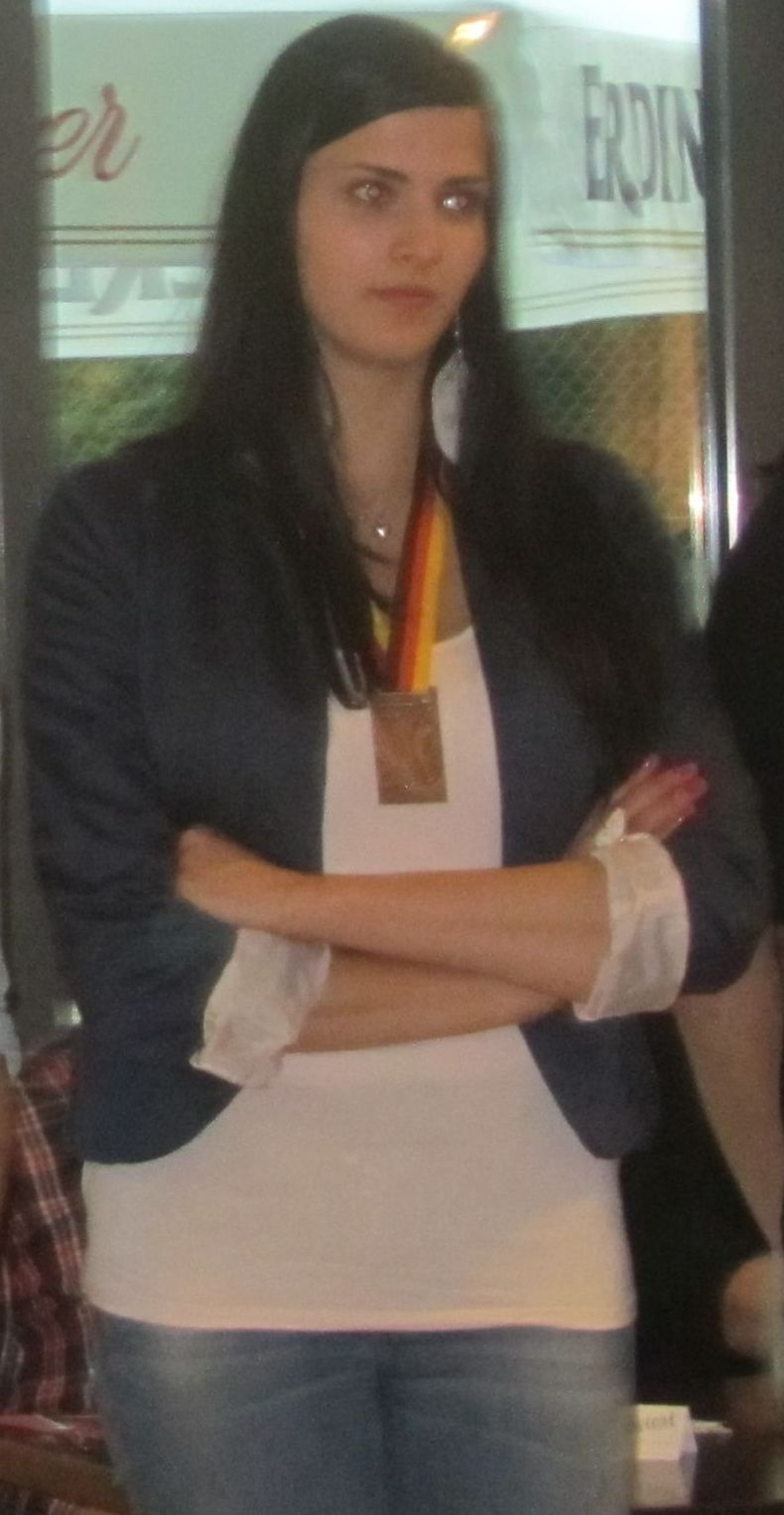
Татьяна Црконова